# 萬盛里
萬盛里為台灣台北市文山區轄下一里。

## 里界
- 東至：萬隆福星第一墓園與興旺里為界
- 西至：羅斯福路五段與萬年里為界
- 西南至：興隆路一段與萬祥里毗鄰
- 東南至：興隆路一段137巷與興豐里為界
- 北至：蟾蜍山與大安區相接